# Uriel da Costa
Uriel da Costa (héberül: אוריאל ד'אקוסטה), latinos formában Uriel Acosta (Porto, 1585/1590 körül – Amszterdam, 1640 áprilisa) újkori portugáliai zsidó író.
Egy portoi maranus (kikeresztelkedett zsidó) családból származott. Nem értett egyet a katolicizmus nézeteivel, ezért a zsidóság prófétáinak tanításait kezdte el tanulmányozni, majd Amszterdamban fel is vette a zsidó vallást. Mivel úgy ítélte, hogy a zsidóság maga is eltávolodott a Bibliától, da Costa elutasította a rabbinikus hagyományokat. Véleményét A farizeusi tanok vizsgálata című könyvében ki is adta, ahol tételesen hasonlítja össze a mózesi törvényeket a későbbi zsidó hagyományokkal. A zsidóság korabeli vezetői rosszallással fogadták a művet, szerzőjét bebörtönözték, a Vizsgálatot pedig elégették. Da Costa nem sokkal később ismét egy vádiratot írt a zsidóság ellen, majd önmagával teljesen meghasonulva elkészítette Önéletrajzát. Legjobban az keserítette el, hogy a halhatatlanság eszméjét nem volt képes megtalálni a judaizmusban. 1640-ben öngyilkossággal fejezte be életét.